# Річард Наджент, ІІ граф Вестміт

Герб графів Вестміт.

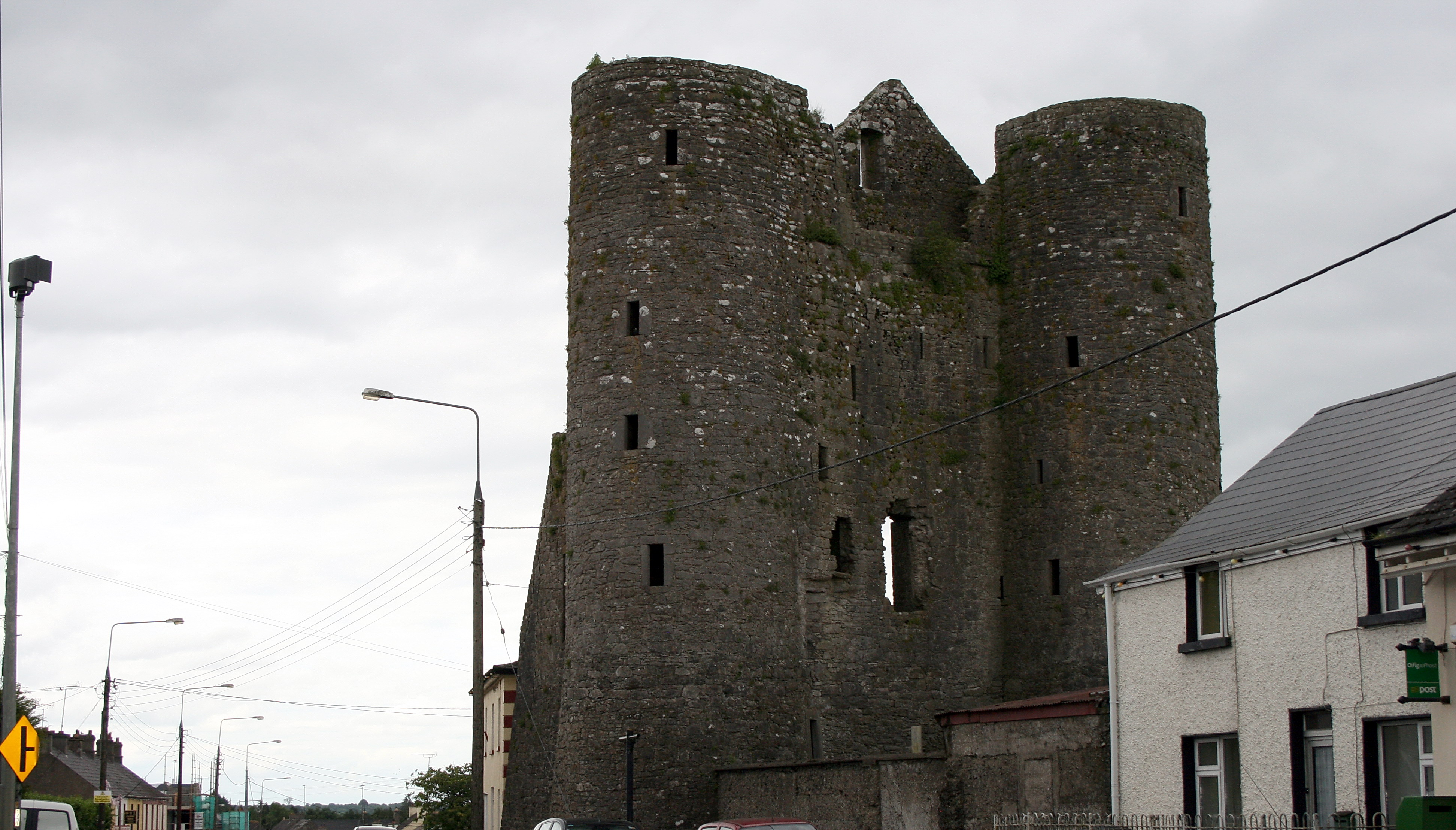
Замок Наджент.

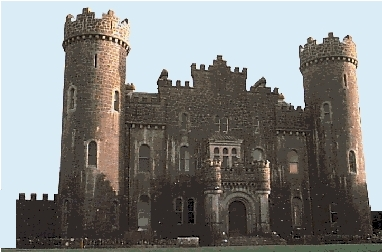
Замок Клонін (Делвін).

Річард Наджент (англ. Richard Nugent; 1621 чи 1623 – 25 лютого 1684) – ІІ граф Вестміт – ірландський аристократ, із так званих «старих англійців» - нащадків англійських поселенців в Ірландії ХІІ століття, що протягом століть змішувались з ірландцями, переймали їх мову та культуру і зберігали вірність католицизму. 

## Життєпис
Річард Наджент – онук Річарда Наджента – І графа Вестміт та Дженет Планкетт. Отримав титул графа Вестміт після смерті свого діда в 1641 році. Матір’ю ІІ графа Вестміт була леді Енн МакДонелл – дочка Реналда МакДонелла – І графа Антрім та його дружили Елліс О’Ніл – дочки Х’ю О’Ніла – графа Тайрон (короля Тір Еогайн) та його першої дружини Кетрін Магенніс. 
До 1641 року він одружився з Мері – вдовою Крістофера Планкетта – молодшого сина Крістофера Планкетта – VIII барона Дунсані. Мері була донькою Томаса Наджента – І баронета Мойрат та його дружини Елісон Барнуолл – дочки Роберта Барнуолл з Робертстауна, що в графстві Міт. 
У 1641 році спалахнуло повстання за незалежність Ірландії. На початку цього повстання його дід – теж Річард був випадково поранений під час сутички і помер – його намагались захопити і повстанці, і урядові війська. На початку повстання Річард Наджент був за межами Ірландії і спробував повернутися до Ірландії. Його дід знав, що Річард збирається приєднатися до повстанців, це не схалював, але і не засуджував. Його тут же заарештували і звинуватили в підтримці повстанців. Якимось чином йому вдалося визволитись і через деякий час він був уже командиром кавалерії Ірландської конфедерації. У 1647 році він брав участь в битві на пагорбі Данган. Отримав поразку і потрапив в полон. Але якимось чином визволився з полону. І через деякий час знову був в лавах повстанців. Був генералом армії Лейнстеру в 1650 – 1652 роках. Його як полководця критикували: звинувачували в тому, що він ніколи не водив солдат в бій і не заручався підтримкою народу. Під час жорстокого подавлення ірландського повстання Олівером Кромвелем, коли повстанці програвали і відступали, Річард Наджент спалив замок Клонін – свою головну резиденцію, щоб вона не потрапила до рук ворога. Після поразки повстання він здався на милість переможців, просив про помилування і запевняв, що він лояльний до нового режиму, що було ганебно і огидно. Але не дивлячись на це в нього були конфісковані землі і він був виселений в Коннахт. Після реставрації монархії і приходу до влади короля Карла ІІ він отримав помилування, землі йому було повернено і він отримав від короля нагороду – «за вірність короні». На його капітуляцію і його листи Оліверу Кромвелю з клятвами в лояльності забули. Річард Наджент відійшов від політики і громадських справ і прожив решту життя як приватна особа. 

## Родина
Річард Наджент та Мері Наджент мали дітей: 
- Крістофер Наджент – лорд Делвін, одружений з Мері Батлер, помер до 1680 року.
- Леді Енн Наджент – одружилася перший раз з Лукасом Діллоном – VI віконтом Діллон, другий раз одружилась з сером Вільямом Талботом – ІІІ баронетом Талбот. Померла 14 липня 1710 року.
- Томас Наджент – І барон Наджент Ріверстон, лорд верховного суду Ірландії, помер 2 квітня 1715 року, предок нинішнього графа Вестміт.
- Леді Мері Наджент – народилась 21 лютого 1648 року, одружилась з Генрі Барноуллом – ІІ віконтом Барноулл Кінгсленд. Померла 25 червня 1680 року.
- Вільям Наджент – депутат парламенту Ірландії від графства Вестміт. Помер у 1690 році.
- Леді Елісон Наджент – одружилась з Генрі Даудаллом Браунстонським з графства Міт.
- Леді Джейн Наджент – одружилась з бригадним генералом Олександром МакДонеллом з графства Лейтрім у 1685 році.

Титул успадкував онук Річарда Наджента – теж Річард Наджент, що став ІІІ графом Вестміт. Він був старшим сином Крістофера Наджента - лорда Делвін. Річард Наджент, ІІІ граф Вестміт став монахом і більшу частину життя провів у Франції. Після його смерті титул графа Вестміт перейшов до двох його молодших братів – Томаса та Джона.